# Конс
Конс, Консус (на латински: Cons, Consus) в римската митология е бог на земеделието и реколтата, едно от най-древните римски божества. Той е пазител на зърнените припаси. Почитан е заедно с богинята Опс и в негова чест са устроени празниците Консуалии. Честват се ежегодно на 21 август и 15 декември, когато се принасят жертви на бога и се устройват тържества, на които се организират надбягвания с празнично украсени коне, магарета, мулета и др. ездитни животни. Подземният олтар на Конс, който се намира под Големия цирк се отваря само по време на консуалиите.
В по-късен етап Конс се отъждествява с Нептун и по-точно с проявлението му като конен бог (от латински: Neptunus Equestris – „конния“ Нептун), тъй като консуалиите се сливат с тържествата в чест на този бог. Заради съзвучието на името му с латинската дума consilium (съвет, съвещание), Конс започва да се счита за божество на добрите съвети.